# Andreas Aubert
Fredrik Ludvig Andreas Vibe Aubert, född 28 januari 1851, död 10 maj 1913, var en norsk konstkritiker, son till Ludvig Cæsar Martin Aubert, bror till Ludvig Aubert.
Andreas Aubert ägnade sig först åt teologin, men utbildade sig under långvariga resor till konsthistoriker och fick stort inflytande i hemlandets estetiska liv som varm anhängare av 1880-talets realistiska konstuppfattning. Han betraktade även betydelsen såväl av norsk bondekonst som av den klassiska konsten. Aubert har även utgivit Professor Dahl (1893), Den nye Norges malerkunst (1904), Runge und die Romantik (1906, på norska 1911). 1917 utkom ett urval av hans skrifter: Norsk kultur og norsk kunst.